# Nikołaj Zimin (polityk)
Nikołaj Nikołajewicz Zimin (ros. Николай Николаевич Зими́н, ur. 1895 w Porchowie, zm. 10 września 1938) – radziecki polityk i funkcjonariusz służb specjalnych.

## Życiorys
W 1914 podjął studia na Uniwersytecie Moskiewskim, jednak został powołany do armii, w której służył do 1915, po zdemobilizowaniu kontynuował studia do roku 1917. 
Od 1915 członek SDPRR(b), w listopadzie 1917 członek rejonowego rewolucyjnego komitetu wojskowego w Moskwie, od 1918 był członkiem Czerwonej Gwardii w Moskwie, a 1918–1919 towarzyszem komisarza i komisarzem moskiewskiego węzła kolejowego. Od 1919 zastępca szefa, a od 10 lutego do 21 listopada 1920 szef Wydziału Transportowego Czeki przy Radzie Komisarzy Ludowych RFSRR, później pracował w Ludowym Komisariacie Komunikacji Drogowej RFSRR/ZSRR. W 1926 instruktor odpowiedzialny Syberyjskiego Komitetu Krajowego WKP(b), 1926-1928 sekretarz odpowiedzialny okręgowego komitetu WKP(b) w Irkucku, 1929-1930 zastępca kierownika Wydziału Organizacyjno-Dystrybucyjnego KC WKP(b), od stycznia 1930 I zastępca kierownika Wydziału Kultury i Propagandy KC WKP(b). Od 13 lipca 1930 do 26 stycznia 1934 członek Centralnej Komisji Kontroli WKP(b), od 1930 do lutego 1931 przewodniczący Komitetu Organizacyjnego Prezydium WCIK w Kraju Wschodniosyberyjskim, od lutego 1931 do października 1932 przewodniczący Komitetu Wykonawczego Wschodniosyberyjskiej Rady Krajowej, od grudnia 1932 do lipca 1933 II sekretarz Wschodniosyberyjskiego Krajowego Komitetu WKP(b). Od 1933 do lipca 1934 zastępca szefa Zarządu Politycznego Ludowego Komisariatu Komunikacji Drogowej ZSRR, od 10 lutego 1934 do 11 lutego 1938 członek Komisji Kontroli Partyjnej przy KC WKP(b), od 9 lipca 1934 do 1935 kierownik Wydziału Transportowego KC WKP(b). Od 1935 do czerwca 1937 zastępca ludowego komisarza komunikacji drogowej ZSRR ds. politycznych, od 12 czerwca 1937 do 5 lutego 1938 I sekretarz Komitetu Obwodowego WKP(b) w Jarosławiu. 4 kwietnia 1936 odznaczony Orderem Lenina. 
11 lutego 1938 aresztowany, 7 września 1938 skazany na śmierć przez Kolegium Wojskowe Sądu Najwyższego ZSRR, następnie rozstrzelany.